# Frontera
Frontera là một đô thị thuộc bang Coahuila, México. Năm 2005, dân số của đô thị này là 70160 người.